# Erupția de pe Thera
Erupția Vulcanului Thera a fost o erupție devastatoare din epoca bronzului a unui vulcan latent pe insula Thera (Santorini) din Marea Egee, la aproximativ 110 km nord de insula Creta. Cutremurele, poate contemporane cu erupția, au spulberat Knossos și au deteriorat alte așezări din nordul Cretei. Se crede că erupția Thera a avut loc în jurul anului 1500 î.H., deși, pe baza dovezilor obținute în anii 1980 dintr-un miez de gheață din Groenlanda și din datarea inelului copacilor și a radiocarbonului, unii cercetători cred că a avut loc mai devreme posibil în anii 1620 î.H. Cenușă și piatră ponce de la erupție au fost găsite cât mai departe în Egipt și Israel, și au existat speculații că erupția a fost sursa de legendă a Atlantidei și a povestirii din Vechiul Testament carte, Exodul.